# Titanic: Odwróć bieg historii
Titanic: Odwróć bieg historii (ang. Titanic: Adventure out of Time) – komputerowa gra przygodowa przeznaczona na komputery PC oraz Macintosh, wyprodukowana przez studio Cyberflix. Fabuła opiera się na historii ostatniej nocy najsłynniejszego transatlantyku świata, luksusowego Titanica, który zatonął podczas swojego dziewiczego rejsu 15 kwietnia 1912.

## Rozgrywka
Program jest reprezentantem dziedziny gier przygodowych wskaż i kliknij. W trybie misji celem gracza, tajnego agenta Służb Brytyjskich, jest odnalezienie bezcennej kopii Rubaiyat. Zostaje on w tym celu cofnięty w czasie na pokład statku. Jest 14 kwietnia 1912 (dzień przed zatonięciem), gdy budzi się w swojej kabinie C-73. Od tej pory uczestniczy w wyścigu z czasem – musi poprzez rozmowy, eksplorację statku i poznawanie intrygi znaleźć kopię, nim statek uderzy w górę lodową i zatonie.
Gra umożliwia rozegranie gry także z pominięciem otoczki fabularnej – swoboda ruchu i realistyczne wymodelowanie wnętrz statku na podstawie autentycznych projektów pozwalają na zapoznanie się z architekturą i planem legendarnego liniowca.

## Odbiór w mediach
Krytyka przyjęła grę firmy Cyberflix z umiarkowanym optymizmem, chwaląc doskonały tryb zwiedzania, piękną grafikę wraz z towarzyszącą jej sugestywną i odpowiednią oprawą muzyczną. Minusem według powszechnej opinii recenzentów są niekiedy banalne dialogi, kiepskie animacje i brak dramaturgii w noc katastrofy.